# Navyboot
Navyboot ist eine Schweizer Marke für Schuhe, Taschen sowie Accessoires für Damen und Herren und vertreibt ihre Produkte über eigene Geschäfte in der Schweiz und in Deutschland. Das Unternehmen wurde 1991 in Zürich gegründet und hat dort bis heute seinen Firmensitz. Seit 2008 gehörte es zur Gaydoul Group, seit 2013 führte Philippe Gaydoul als CEO das operative Geschäft. Ab April 2016 hatte Marcus Meyer den Posten als CEO für fünf Monate inne, bis er aus familiären Gründen wieder aufhörte. Per 1. Januar 2019 wurde Navyboot von der Migros-Tochter Globus übernommen. Nachdem Migros Globus an ein Joint-Venture von Central Group und Signa Holding verkaufte, übernahm der ehemalige Globus-Chef Thomas Herbert gemeinsam mit dem Ehepaar Bayard (Mode Bayard) die 31 Fachgeschäfte der Globus-Gruppe, darunter die Navyboot-Niederlassungen, mit Wirkung zum 1. Februar 2021.

## Geschichte
Der Name Navyboot kommt von den Landgang-Schuhen der amerikanischen Navy. 1991 startete der Firmengründer Bruno Bencivenga mit einem Herrenschuh-Modell, dem Navyboot Original. Sein Erkennungszeichen ist eine feine, kontrastfarbene Linie an der Sohle. Er ist als Damen- und Herrenmodell Bestandteil der Kollektion. 1992 wurde aus einem einzigen Modell eine Kollektion mit mehreren Modellen für Herren. Ein Jahr später folgte die Vergabe der Lizenz für Damenoberbekleidung an Schild und für Brillen an die von Hoff AG. 1996 wurden erstmals Navyboot-Schuhe für Damen vorgestellt. Das erste eigene Geschäft eröffnete die Schuh- und Accessoire-Marke 2001 am Zürcher Bellevue, diesem folgten weitere Filialen, ausschliesslich in der Schweiz.
2008 übernahm die Gaydoul Group das Unternehmen. Noch im gleichen Jahr expandierte Navyboot nach Deutschland. 2011 folgte der Markteintritt in Asien mit einer ersten Filiale in Hongkong. Im Rahmen einer Neuausrichtung wird seit 2009 das Design der Schuhe von einem Designteam im eigenen Hause entwickelt.

## Vertriebswege
Navyboot bietet seine Produkte in eigenen Retail-Stores, Outlets und Shop-in-Shops an. Die mehr als 50 Verkaufspunkte verteilen sich auf die Schweiz und Deutschland. Seit 2014 betreibt Navyboot einen Onlineshop. Die Damen- und Herren-Oberbekleidung wird in den Schweizer Filialen von Schild angeboten. Der Vertrieb der Navyboot-Sonnenbrillen erfolgt in der Schweiz über den Lizenznehmer von Hoff AG.